# Jaume Frederic d'Aragó
Jaume Frederic d'Aragó fou el tercer comte de Salona i senyor de Loidoroki, Veteranitza i d'Egina. A la mort del seu pare Alfons Frederic d'Aragó el va succeir com a comte de Malta i Gozo. Va succeir el seu germà Pere Frederic d'Aragó el 1355 com a comte de Salona i va governar deu anys.
El 1359 fou nomenat vicari general dels ducats d'Atenes i Neopàtria i va cedir la senyoria d'Egina i la de Carist al seu germà Bonifaci Frederic d'Aragó. Sota el seu govern es va revoltar Ermengol de Novelles al qual va derrotar i li va reconquerir el castell de Sidirókastron.
El nou vicari general del ducat d'Atenes, Pere del Pou, per mitjà del seu lloctinent, li va arrabassar el comtat el 1361, però el va recuperar el 1362.
Va morir el 1365 i va deixar un fill anomenat Lluís Frederic d'Aragó, que el va succeir.